# 1972年梅竹賽
民國61年（1972年）壬子梅竹賽為第四屆國立清華大學與國立陽明交通大學之間的梅竹賽。本屆賽事由國立清華大學主辦，國立陽明交通大學協辦。
本屆賽事為聯誼性質，並未設總錦標。有田徑、國語辯論、英語演講、拔河等4個友誼賽項目。其中陽明交通大學在英語演講項目獲勝；清華大學在田徑、國語辯論、拔河等3個項目獲勝。
由於在賽事方面各有立場，雙方求好心切，討論過程中產生摩擦。為了保持兩校友誼，後續將梅竹賽改為梅竹聯誼週，另舉辦梅竹聯歡晚會。。

## 賽事結果

### 友誼賽
| 項目     | 比賽日期 | 勝隊   | 備註                         |
| -------- | -------- | ------ | ---------------------------- |
| 田徑     |          | 清大   |                              |
| 國語辯論 |          | 清大   |                              |
| 英語演講 |          | 交大   |                              |
| 拔河     |          | 清大   |                              |
| 總錦標   |          | 未設立 | 本屆為聯誼性質，不設立總錦標 |

## 外部連結
- 梅竹籌備委員會的Facebook專頁
- 梅竹籌備委員會的Instagram帳戶